# 68 Leto
A 68 Leto a Naprendszer kisbolygóövében található aszteroida. Karl Theodor Robert Luther fedezte fel 1861. április 29-én.